# Palpita jacobsalis
Palpita jacobsalis là một loài bướm đêm trong họ Crambidae.